# Paraconalia
Paraconalia is een geslacht van kevers uit de familie spartelkevers (Mordellidae).
Het geslacht is voor het eerst wetenschappelijk beschreven in 1968 door Ermisch.

## Soorten
Het geslacht omvat de volgende soorten:
- Paraconalia brasiliensis Ermisch, 1968
- Paraconalia rufopygidialis Ermisch, 1968